# 유승정
유승정(劉承政, 1955년~)은 대한민국의 법조인이다. 제25대 창원지방법원장이다. 본관은 강릉이다.
경북고, 서울대 법대를 나왔다. 사시 21회이며 1981년 서울형사지방법원 판사, 서울민사지방법원, 서울고등법원 판사, 대법원 재판연구관, 1996년 부장판사, 부산지방법원, 서울중앙지방법원, 서울고등법원 부장판사, 사법연수원 교수를 지냈다.
2010년 법원장으로 승진, 창원지방법원과 서울남부지방법원 법원장, 제36대 경상남도선거관리위원회 위원장을 지냈다. 2012년 2월부터 로펌을 경영했다. 이론적 연구를 바탕으로 '물상대위권의 행사', '장래의 채권 등에 대한 전부명령' 등 다수의 판례평석 및 논문을 저술했다.
아버지는 유수호로 제13·14대 국회의원을 지냈다. 남동생은 유승민으로, 제17·18·19·20대 국회의원을 지냈다.

## 학력
- 경북고등학교 졸업
- 서울대학교 법과대학 법학 학사[2]

## 상훈
- 황조근정훈장

## 가족
- 아버지: 유수호
- 어머니: 진주 강씨 강옥성
  - 배우자: 진주 하씨 하은희[2]
    - 자녀: 1남 1녀[2]

  - 여동생: 유진희[4]
  - 남동생: 유승민[4]